# Левадное (Луганская область)
Левадное (укр. Левадне) — село, относится к Старобельскому району Луганской области Украины.
Население по переписи 2001 года составляло 39 человек. Почтовый индекс — 92711. Телефонный код — 6461. Занимает площадь 0,118 км². Код КОАТУУ — 4425181003.

## Местный совет
92711, Луганська обл., Старобільський р-н, с. Калмиківка, вул. Аграрна, 19  (укр.)